# Danuț Grecu
Danuţ Grecu (Bucareste, 26 de setembro de 1950 – Brașov, 12 de dezembro de 2024) foi um ginasta romeno que competiu em provas de ginástica artística.
Grecu fez parte da equipe romena que disputou os Jogos Olímpicos de Montreal, em 1976. Neles, fora medalhista de bronze na prova das argolas; especialidade essa que o fez arquivar três medalhas em Mundiais; sendo uma de ouro, e duas em Europeus; ambas de ouro. Grecu morreu no dia 12 de dezembro de 2024, aos 74 anos.

## Carreira
Danut iniciou no desporto quando criança, quando seu pai o matriculou em um clube local. Aos oito anos, passou a treinar com Octavian Ungureanu, mudando-se para outra cidade. Retornou a Bucareste aos doze anos, onde ficou sob cuidados de Mircea Bădulescu.
A estreia em competições deu-se em 1970, aos vinte anos, disputando o Mundial de Libliana, não indo a nenhuma final. Dois anos depois, participando das Olimpíadas de Munique, terminou na 34ª colocação no concurso geral. No ano posterior, conquistou a medalha de prata na disputa das argolas do Europeu de Grenoble, sendo a primeira medalha romena no evento. Em 1975, novamente disputando o Europeu, foi campeão na prova das argolas, superando o compatriota Mihai Bors, e o soviético Alexander Dityatin, prata e bronze, respectivamente. No ano posterior, competiu no Mundial de Varna, conquistando a medalha de ouro nas argolas, empatado com o soviético Nikolai Andrianov; o bronze foi para o polonês Andrzej Szajna.
Em 1976, nos Jogos Olímpicos de Montreal, terminou em sexto na prova coletiva, 36º na prova individual e com a medalha de bronze nas argolas; o ouro foi para o soviético Nikolai Andrianov, e a prata para Dityatin. Em 1978, no Campeonato Mundial de Estrasburgo, fora novamente medalhista de bronze nas argolas, sendo superado por Andrianov e Dityantin. No ano posteior ao evento, competiu no Mundial de Ft.Worth, sendo medalhista de prata nas argolas. Em sua terceira partipaçã olímpica, nos Jogos Olímpicos de Moscou, em 1980, Danut prejudicado por lesões, terminou na sexta colocação em seu principal aparelho.
Aposentando-se após o evento, Grecu passou a ser treinador chefe da equipe masculina nacional e posteriormente coordenador principal. Em 1984, abriu um ginásio de treinamento, para jovens da equipe nacional. Sob seus cuidados passaram os ginastas; Marian Dragulescu e Flavius Koczi. Foi jurado durante o Mundial de Dortmund, em 1994. Foi vice-presidente da Federação Internacional de Ginástica (FIG), cargo que exerge desde 1997.

## Principais resultados
| Ano  | Evento                                    | AA  | Equipe | Solo | Cavalo com alças | Argolas           | Salto sobre o cavalo | Barras paralelas | Barra fixa |
| ---- | ----------------------------------------- | --- | ------ | ---- | ---------------- | ----------------- | -------------------- | ---------------- | ---------- |
| 1972 | Jogos Olímpicos                           | 34º |        |      |                  |                   |                      |                  |            |
| 1973 | Campeonato Europeu                        |     |        |      |                  | Medalha de prata  |                      |                  |            |
| 1974 | Campeonato Mundial de Ginástica Artística |     |        |      |                  | Medalha de ouro   |                      |                  |            |
| 1975 | Campeonato Europeu                        |     |        |      |                  | Medalha de ouro   |                      |                  |            |
| 1976 | Jogos Olímpicos                           | 36º | 6º     |      |                  | Medalha de bronze |                      |                  |            |
| 1978 | Campeonato Mundial de Ginástica Artística |     |        |      |                  | Medalha de bronze |                      |                  |            |
| 1979 | Campeonato Mundial de Ginástica Artística |     |        |      |                  | Medalha de prata  |                      |                  |            |
| 1980 | Jogos Olímpicos                           |     |        |      |                  | 6º                |                      |                  |            |